# Apostag
Apostag je obec v Maďarsku v župě Bács-Kiskun v okrese Kunszentmiklós.
V roce 2015 zde žilo 2 010 obyvatel.